# Château du Wawel
Le château du Wawel est un château des rois de Pologne situé sur la colline du Wawel, à Cracovie, l'ancienne capitale de la Pologne. Ses origines remontent au xe siècle, mais le bâtiment actuel doit son aspect extérieur principalement à la période Renaissance. Aujourd'hui, le château est un prestigieux musée d'État polonais, inscrit sur la liste du patrimoine mondial de l'Unesco.

## Histoire

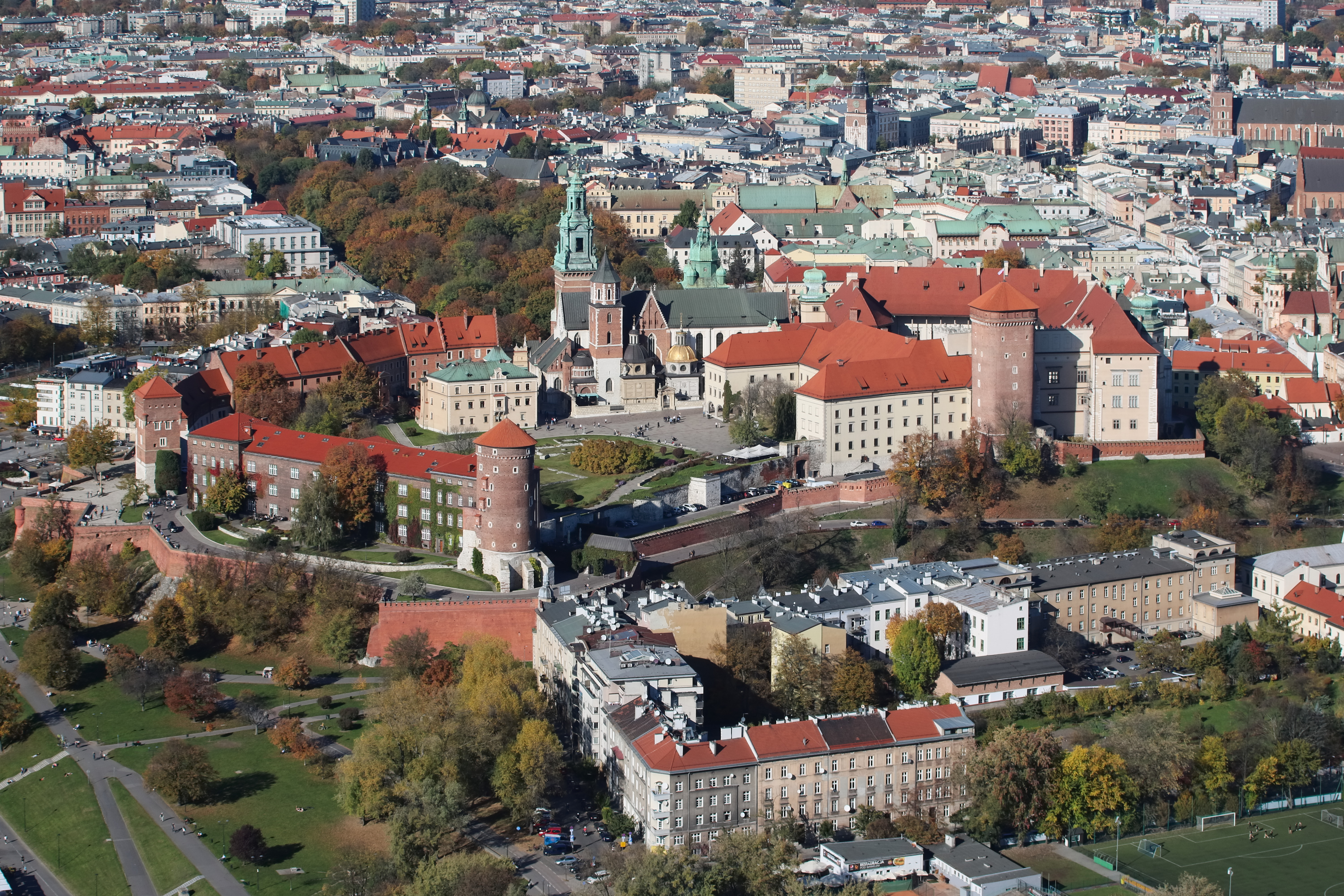
La colline du Wawel vue d'une montgolfière

Déjà au Xe siècle, il y existait sur la colline du Wawel un palatium en pierre et l'une des expositions permanentes au château : « Le Wawel perdu » permet de voir les vestiges des plus anciens édifices (dont la Rotonde Notre-Dame du Xe siècle) et la reconstruction des premiers bâtiments du Moyen Âge.

Situation du château sur la colline du Wawel.

Au XIe siècle, le Wawel devint l'une des principales demeures princières du Royaume de Pologne. Les bâtiments religieux et laïcs s’y développaient parallèlement en adoptant les styles principaux de l’époque : roman, gothique et Renaissance. Durant le règne de Władysław II Jagellon et son épouse Jadwiga, il fut augmenté en taille, avec l'addition de la tour "Pied de Poule" (Kurza Stopka) et la Tour Danoise.
La rénovation du château à la mode de la Renaissance fut lancée par le roi Aleksander Jagiellon et son jeune frère, future roi Zygmunt Ier qui firent venir en Pologne l'architecte d’origine italienne Francesco Fiorentino. Après sa mort, son travail fut continué par Bartolomeo Berrecci et le maître Benedykt de Sandomierz. L'œuvre de ces artistes constitue aujourd'hui l'un des plus imposants monuments de l'architecture renaissance en Europe. Ainsi, l’ancien château médiéval se transforma – sans perdre pour autant ses fonctions défensives – en palais doté d’une imposante cour en arcades. Des anciennes fortifications du Moyen Âge, il ne reste à présent que trois tours : la Sandomierska, la Senatorska et la Złodziejska.
Certains éléments de décoration des salles de la résidence renaissance du Wawel peuvent être admirés encore de nos jours : des frises peintes, des plafonds en bois, des encadrements de portes sculptés. La décoration du plafond de la Salle des Députés, des têtes humaines sculptées et peintes, forme le fragment le plus original. Le trésor du château constitue la collection des tapisseries flamandes du roi Zygmunt Auguste.
Sous le règne de Zygmunt III Waza, le château prend l'aspect d'un palais baroque romain. Le roi employa essentiellement des artistes italiens : Giovanni Trevano, Ambrose Meazi et Jean-Baptiste Petrini. Une partie de l'intérieur se dota du décor baroque avec des plafonds maniéristes et des polychromies par Tomasz Dolabella et Kasper Kurcz. L'extérieur du palais fut enrichi par deux identiques tours d'angle: la tour Zygmunt III Vasa (angle nord-est près de Kurza Stopa) et la tour Sobieski (angle nord-ouest). 
Au début du XVIIe siècle, après un terrible incendie de 1595, le roi Zygmunt III Waza transféra sa demeure à Varsovie et avec elle - la capitale de Pologne. La cour le suivit, et le château royal commença à tomber en ruine malgré les préoccupations des gouverneurs locaux. Les invasions suédoises et les pillages qui les accompagnaient portèrent un coup définitif à sa période de grand éclat. 
En 1794, pendant l'insurrection de Tadeusz Kościuszko, la colline du Wawel fut occupée par l'armée prussienne . Les insignes royaux ont été volés et jamais récupérés (à l'exception de l'épée du couronnement Szczerbiec).  
À l’issue du troisième partage de la Pologne en 1795, Cracovie fut incorporée à l’Autriche et le château fut mis à la disposition de l’armée. L’armée autrichienne entreprit de nombreuses démolitions, en élevant des édifices à caractère défensif et en détruisant le bourg qui se trouvait sur la colline. Pillé de ses trésors, le château servit de caserne. Au début du XXe siècle, la construction de nombreuses fortifications et fortins autour de la ville rendirent obsolète la présence de garnison sur le château. On commença alors des travaux de restauration - financés par donations et subscription nationale- qui commencèrent avec la découverte de la rotonde de la Vierge Marie et d'autres vestiges du passé. 
Lorsque la Pologne recouvra son indépendance, les travaux furent continués. Le Wawel était destiné à servir de demeure imposante au chef de l’État. Il avait cette fonction (en étant en même temps un musée d’intérieurs historiques) dans les années 1920-1930, bien qu’il n’ait pas servi aux autorités centrales qui se concentraient à Varsovie. 
Pendant la IIe Guerre Mondiale et l’occupation allemande, le château devint le lieu de résidence du gouverneur général Hans Frank. Pendant l'occupation, les Allemands volaient des œuvres d'art de Wawel et de partout à Cracovie.

## Musée
Le musée d'aujourd'hui rassemble des œuvres d’art associées au château royal du Wawel, aux rois et aux reines de Pologne et à de grandes collections de magnats. Une partie de la décoration originale a été détruite, détériorée ou volée par les occupants prussiens, autrichiens et russes. Mais après la guerre, on procéda à une reconstruction réussie et on parvint à faire revenir en Pologne les riches collections d’art (dont une collection de tapisseries de style Renaissance) et les souvenirs historiques.

### Collections permanentes
- Chambres étatiques
- Appartement royaux
- Trésor de la couronne et armurerie
- Art oriental
- Le Wawel perdu

### Direction du musée
- Directeur : Professeur Jan Ostrowski
- Directeur-adjoint : Jerzy T. Petrus

## Voir aussi

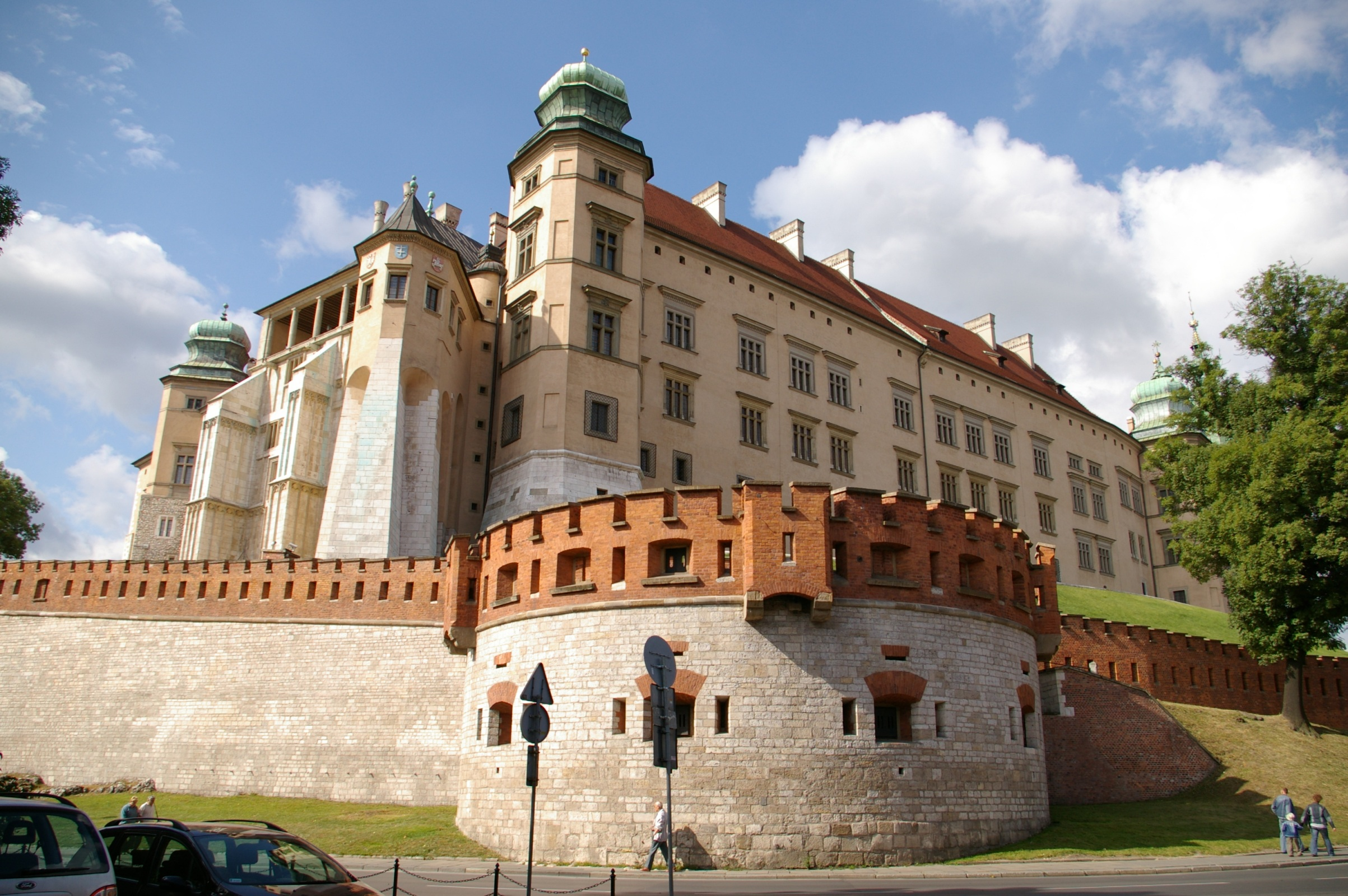
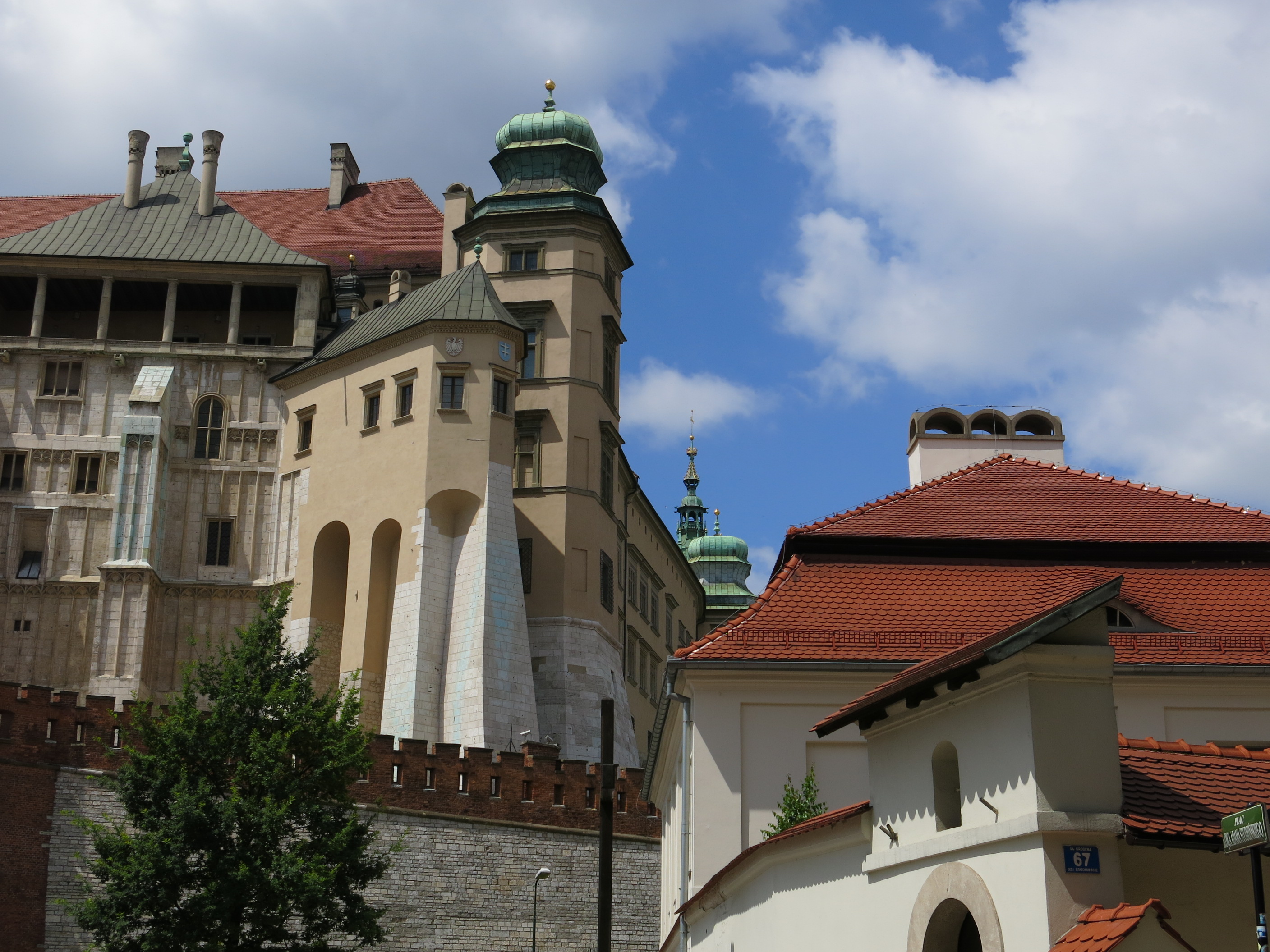
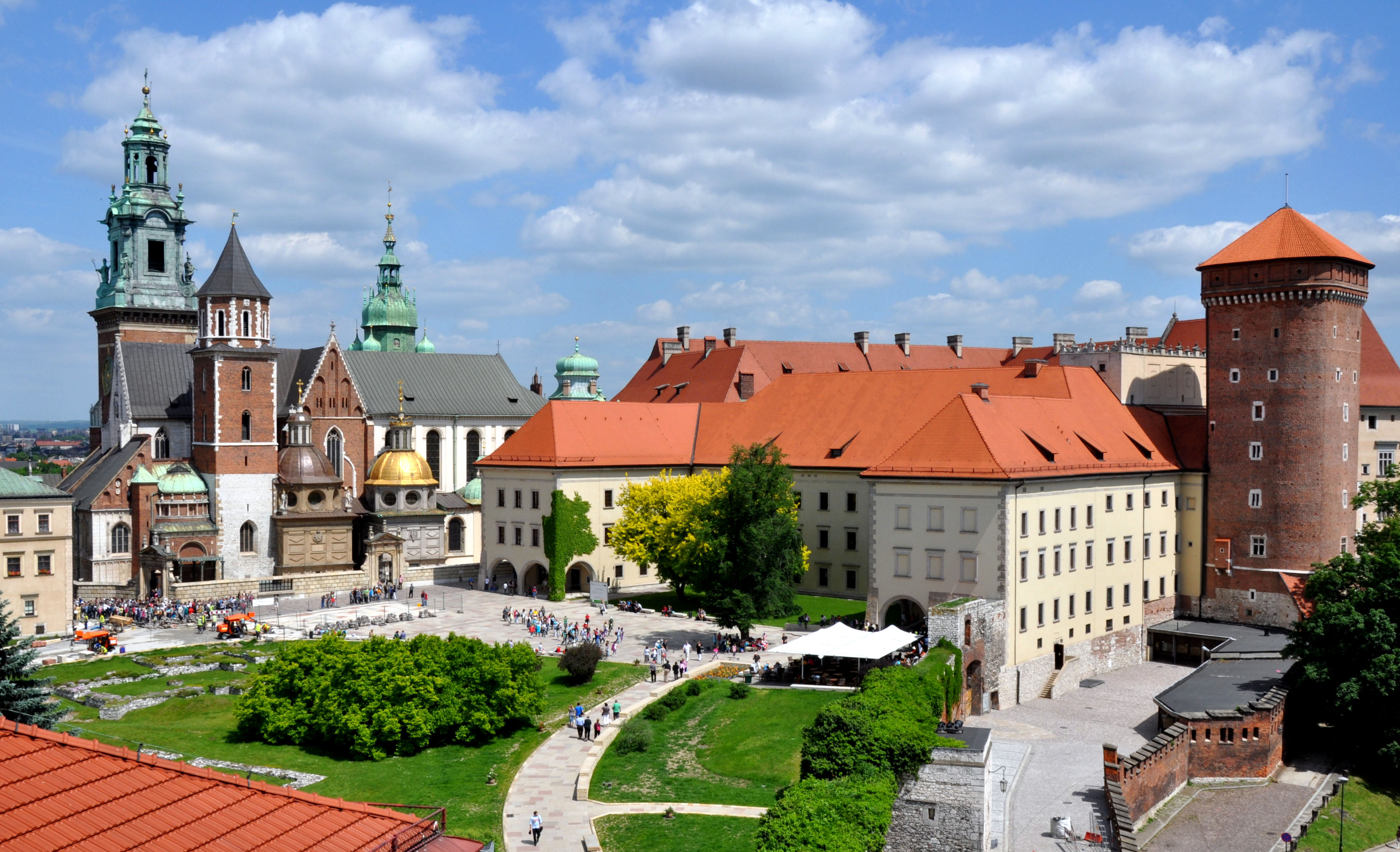
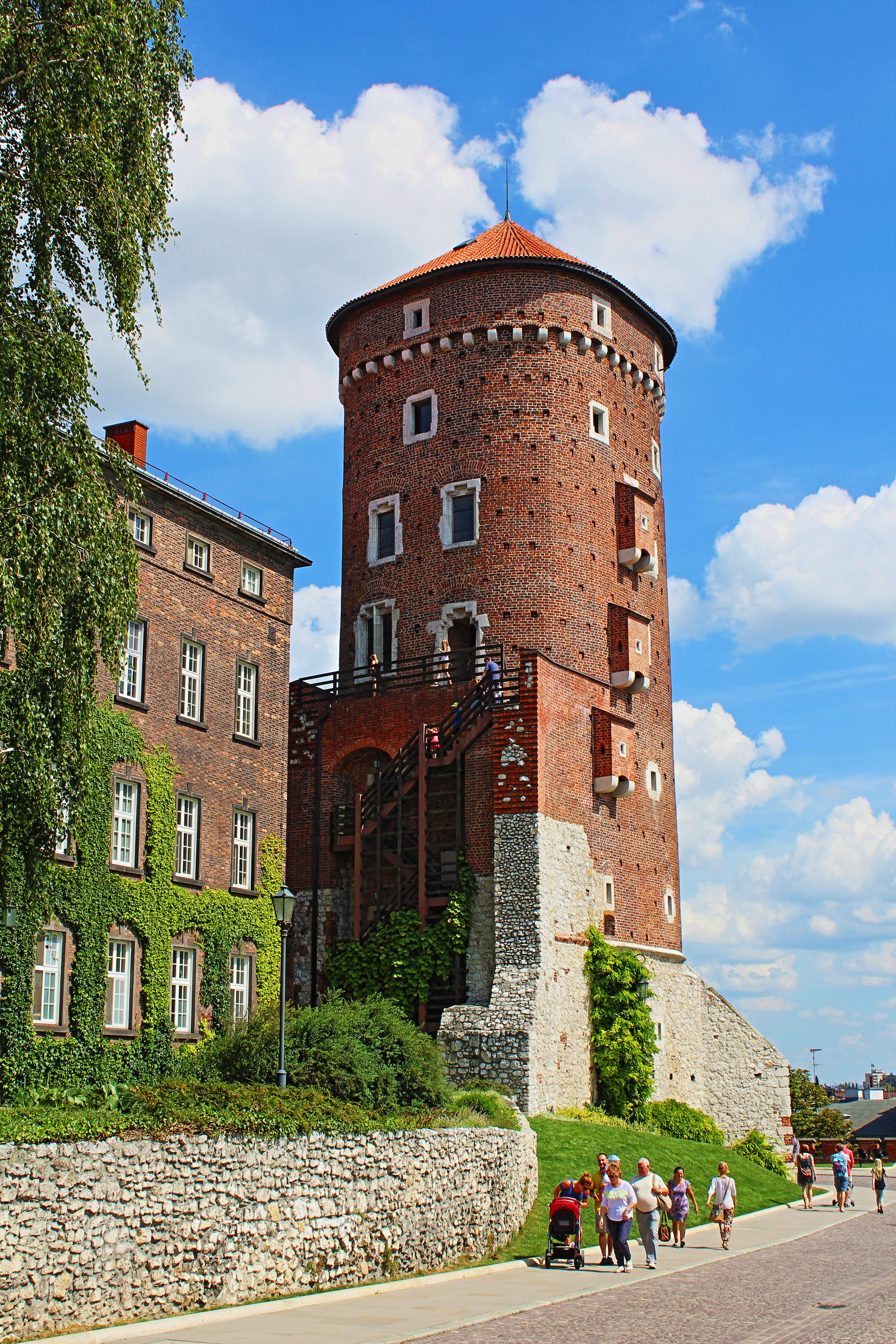
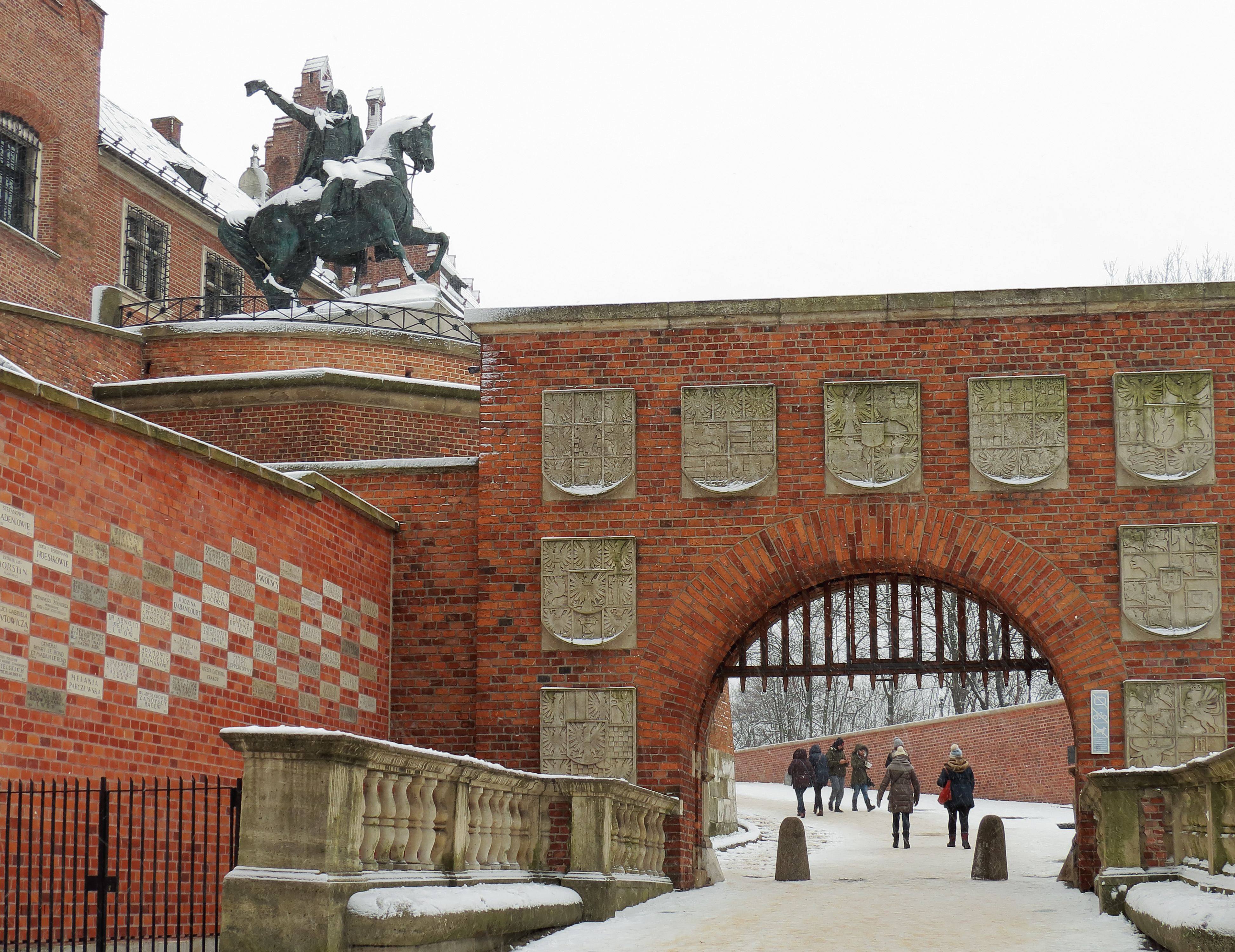
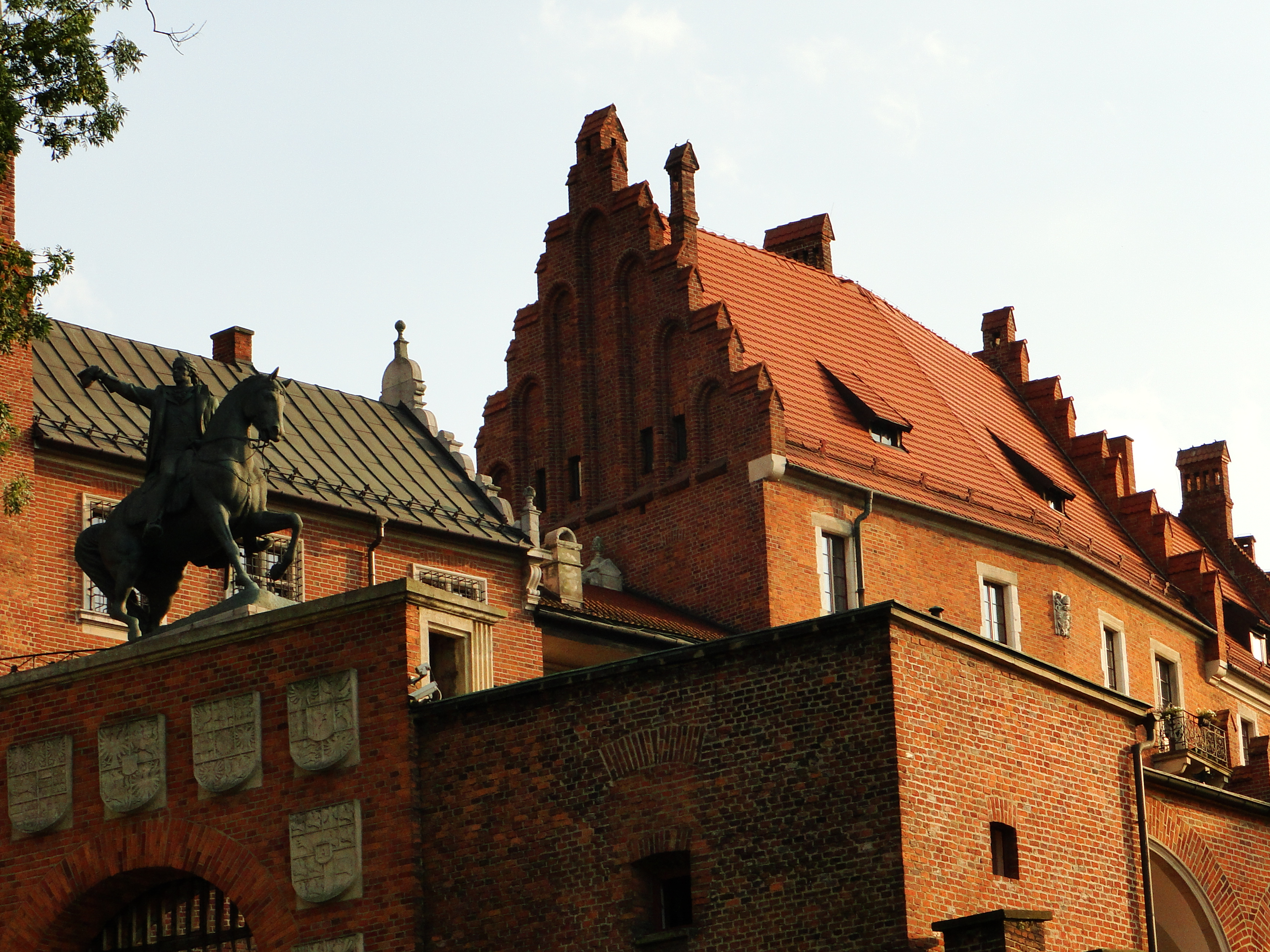
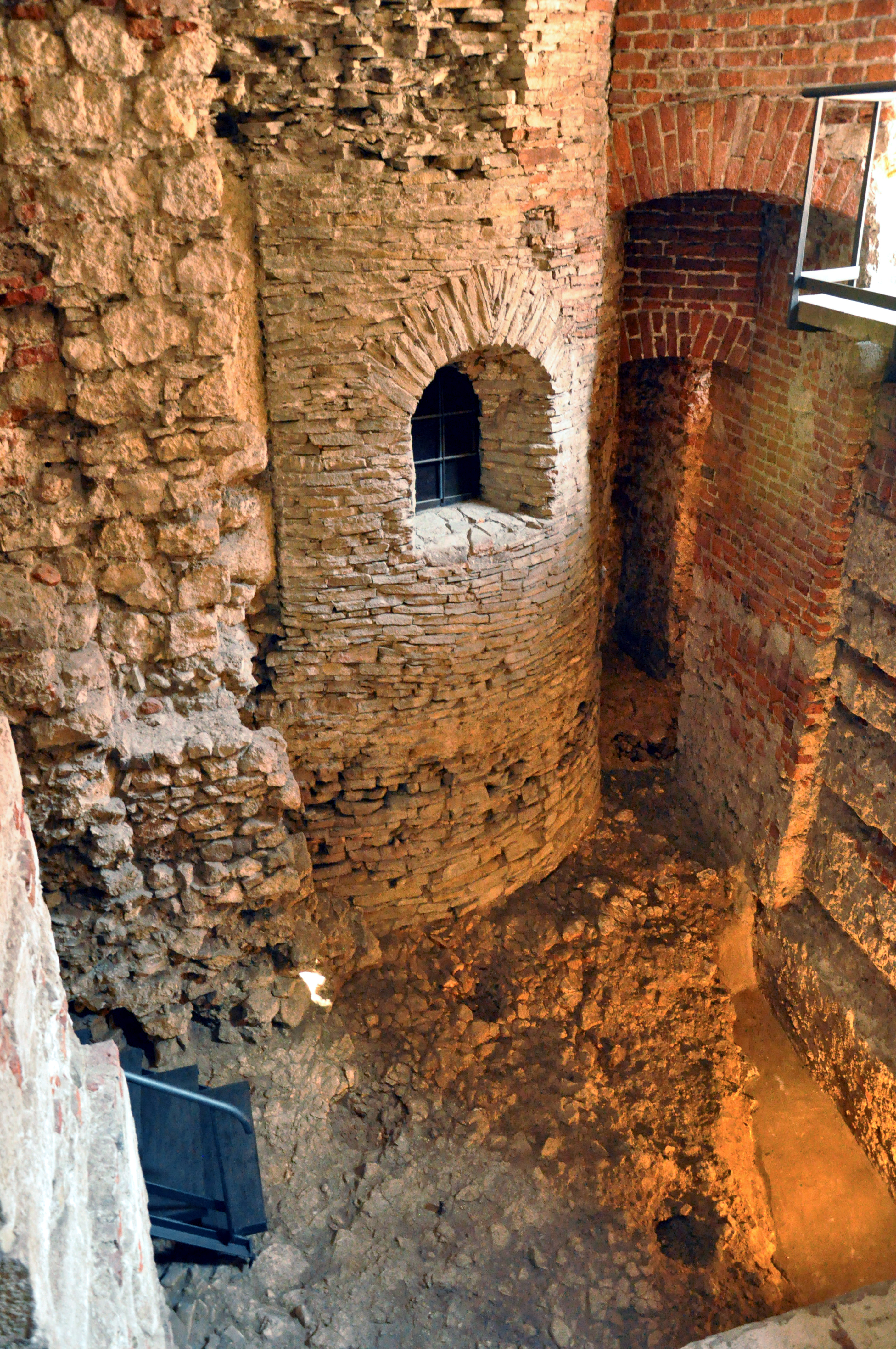
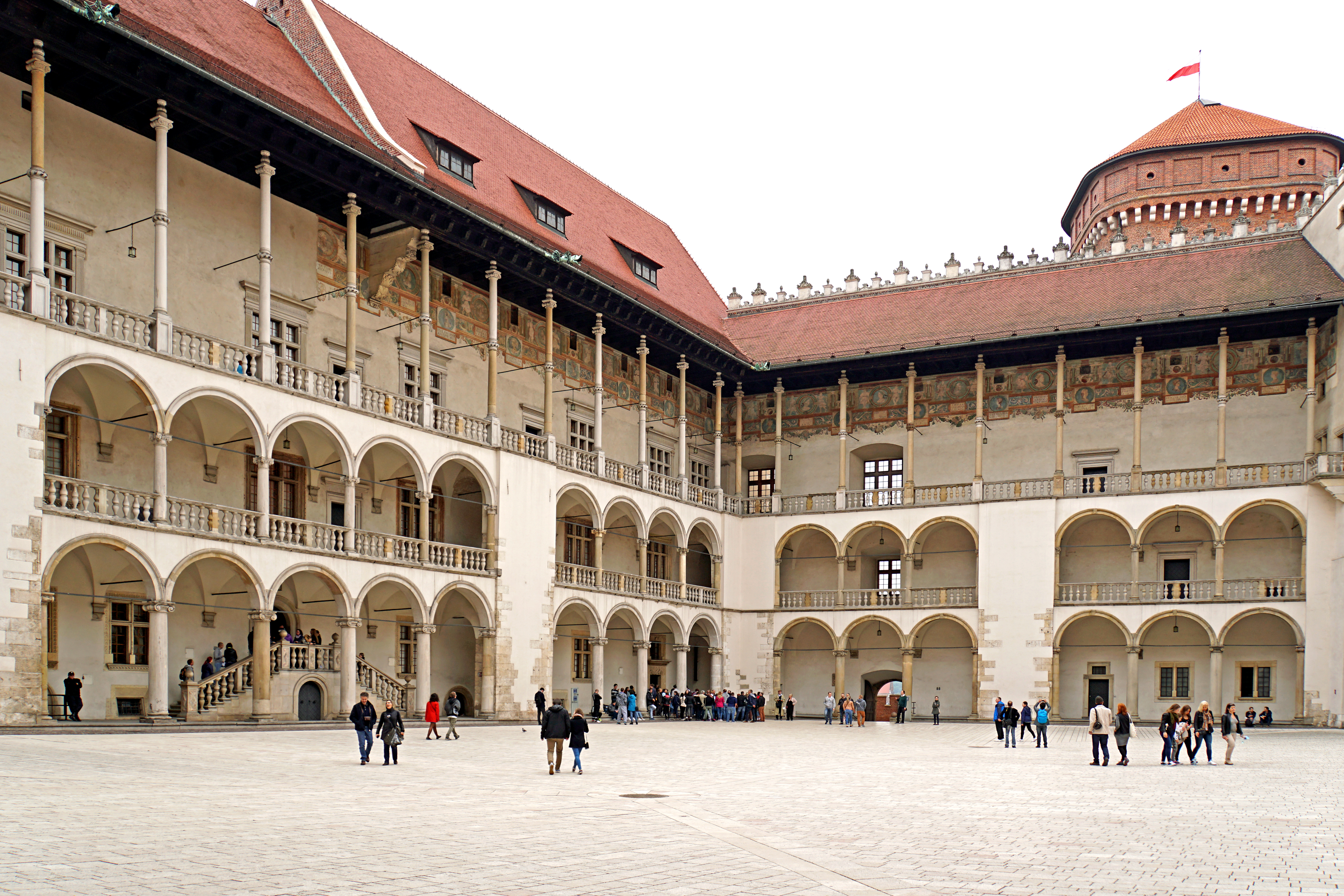
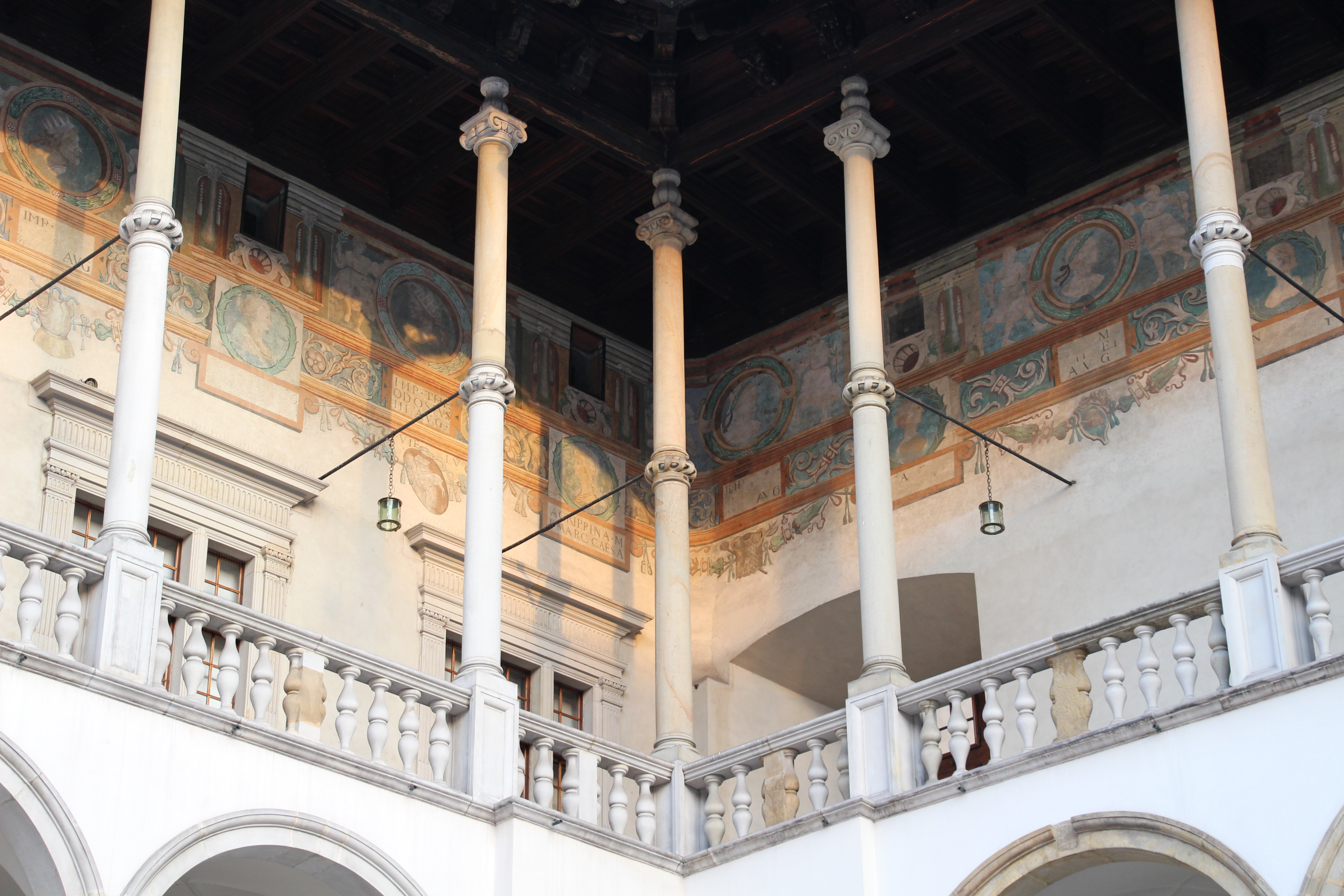
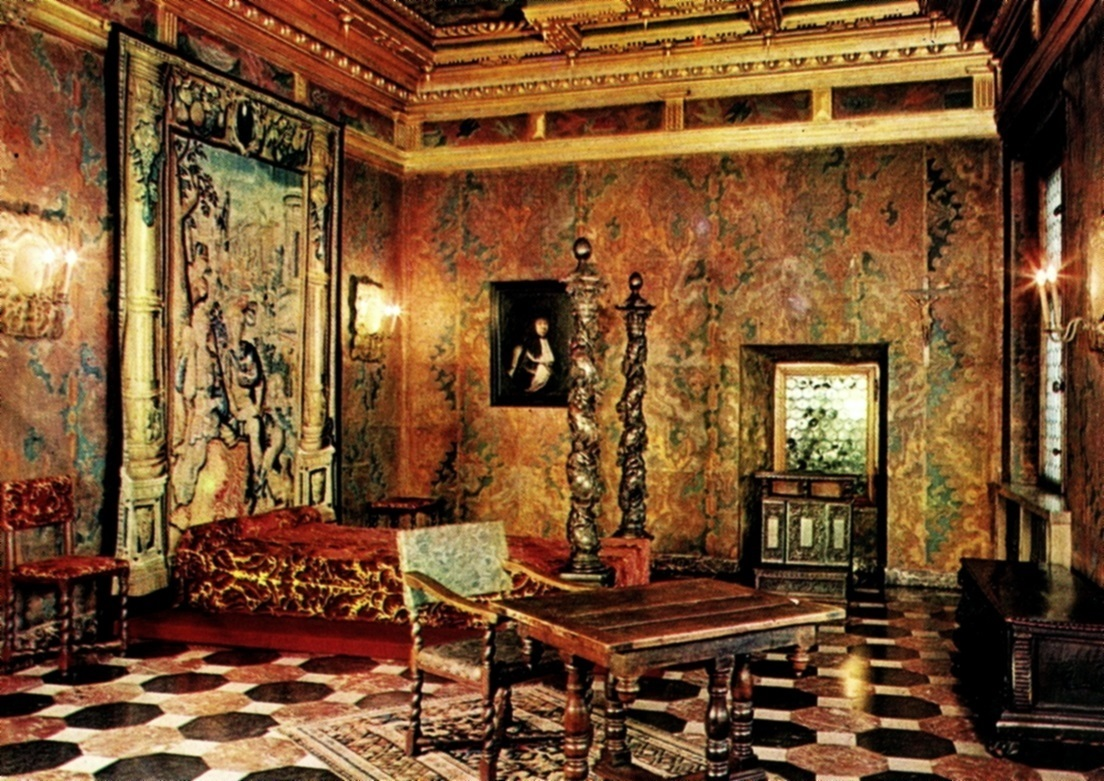
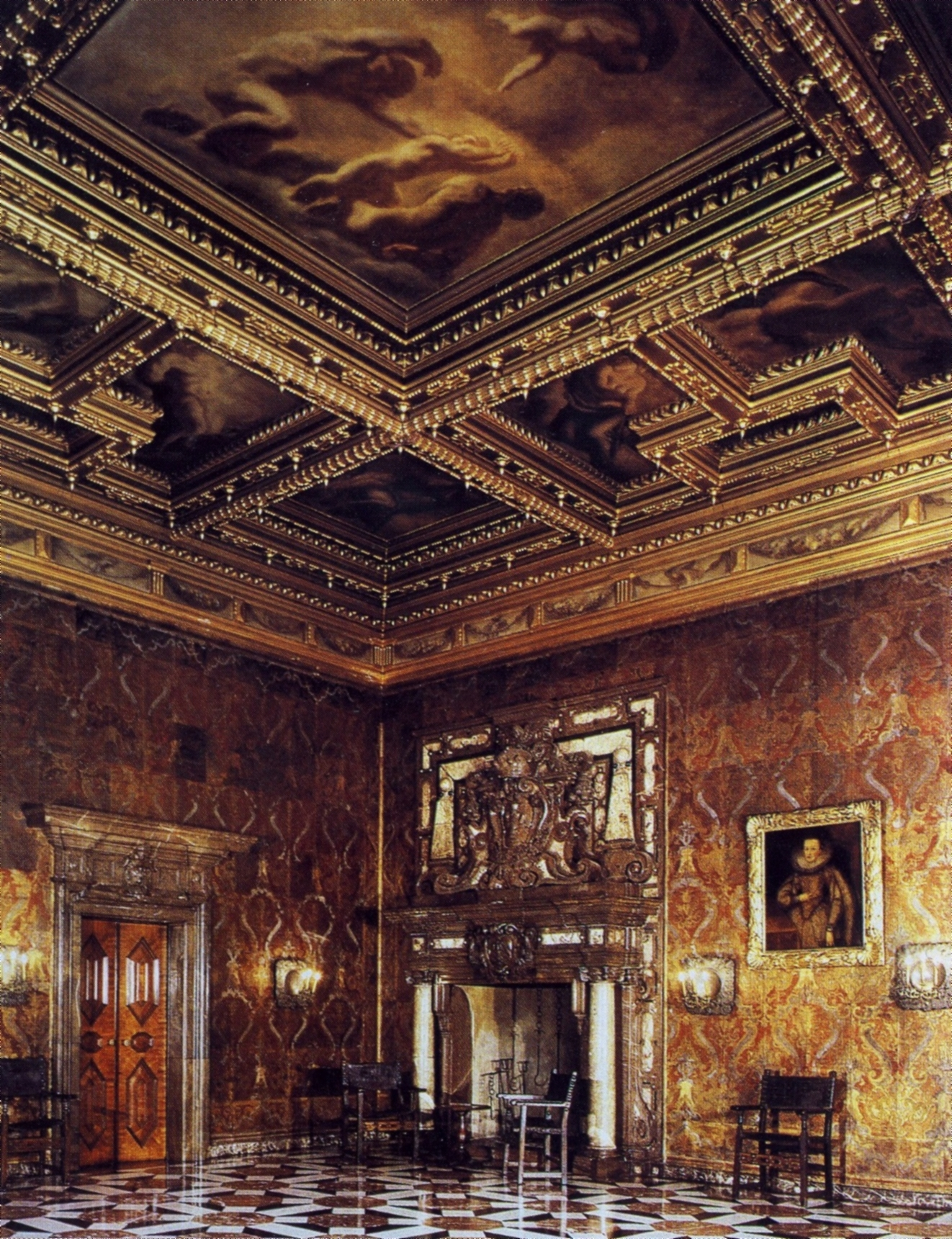
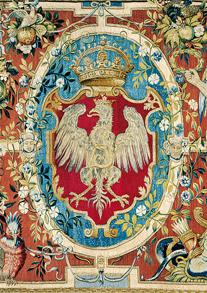
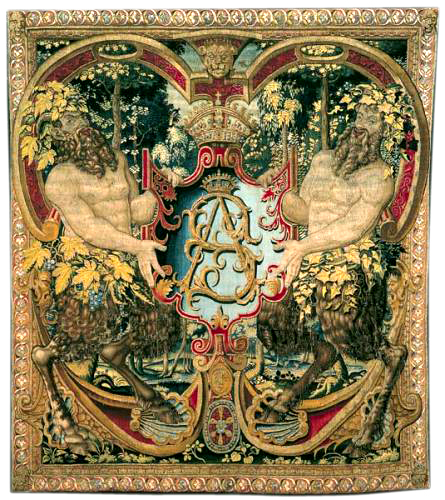
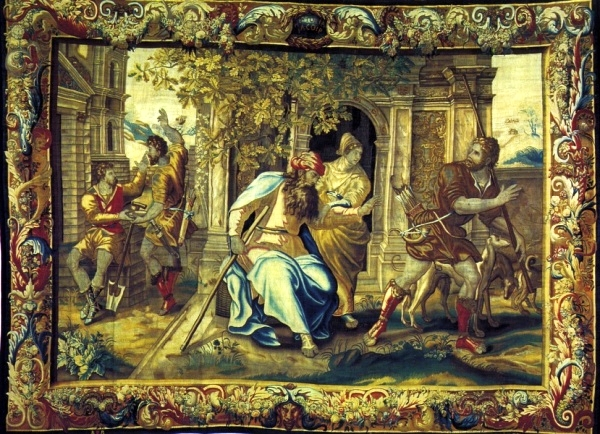
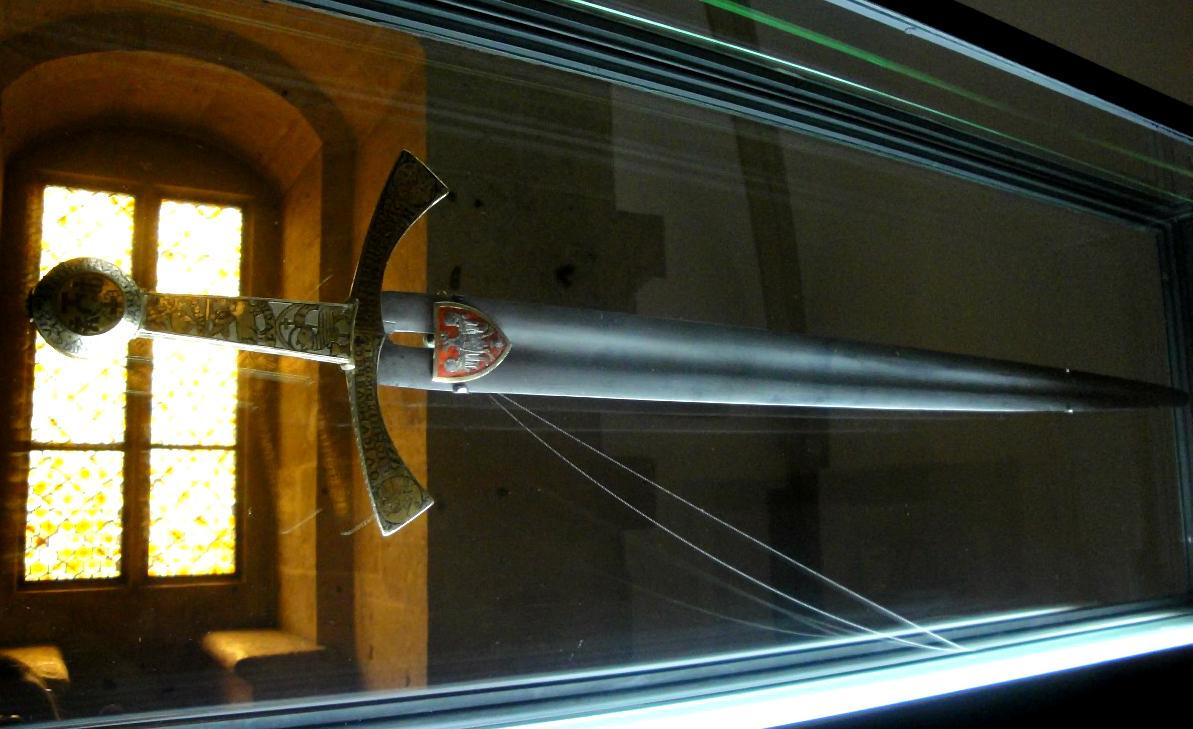